# Lyrisk abstraktion
Lyrisk abstraktion kan i vid bemärkelse beteckna abstrakt konst som bejakar verkets associativa element. Lyrisk abstraktion kan också, i snävare definitioner, beteckna två separata men besläktade konststilar; en som huvudsakligen växte fram i efterkrigstidens Paris (franska: abstraction lyrique) cirka 1945–1960, och en amerikansk (engelska: lyrical abstraction) under 1960- och 1970-talet.

## Lyrisk abstraktion som beskrivande term
Lyrisk abstraktion kan i vid bemärkelse beteckna abstrakt konst med associativa element, vilket då kommer nära en ibland använd snäv definition av abstrakt konst i sig, som skild från konkret konst. Det är en syn på abstrakt bildkonst som funnits sedan denna växte fram i början av 1900-talet, inte minst hos en av dess förgrundsgestalter, Vasilij Kandinskij, som liknade sina egna verk vid musikkompositioner som förmedlar känslor på ett abstrakt vis.

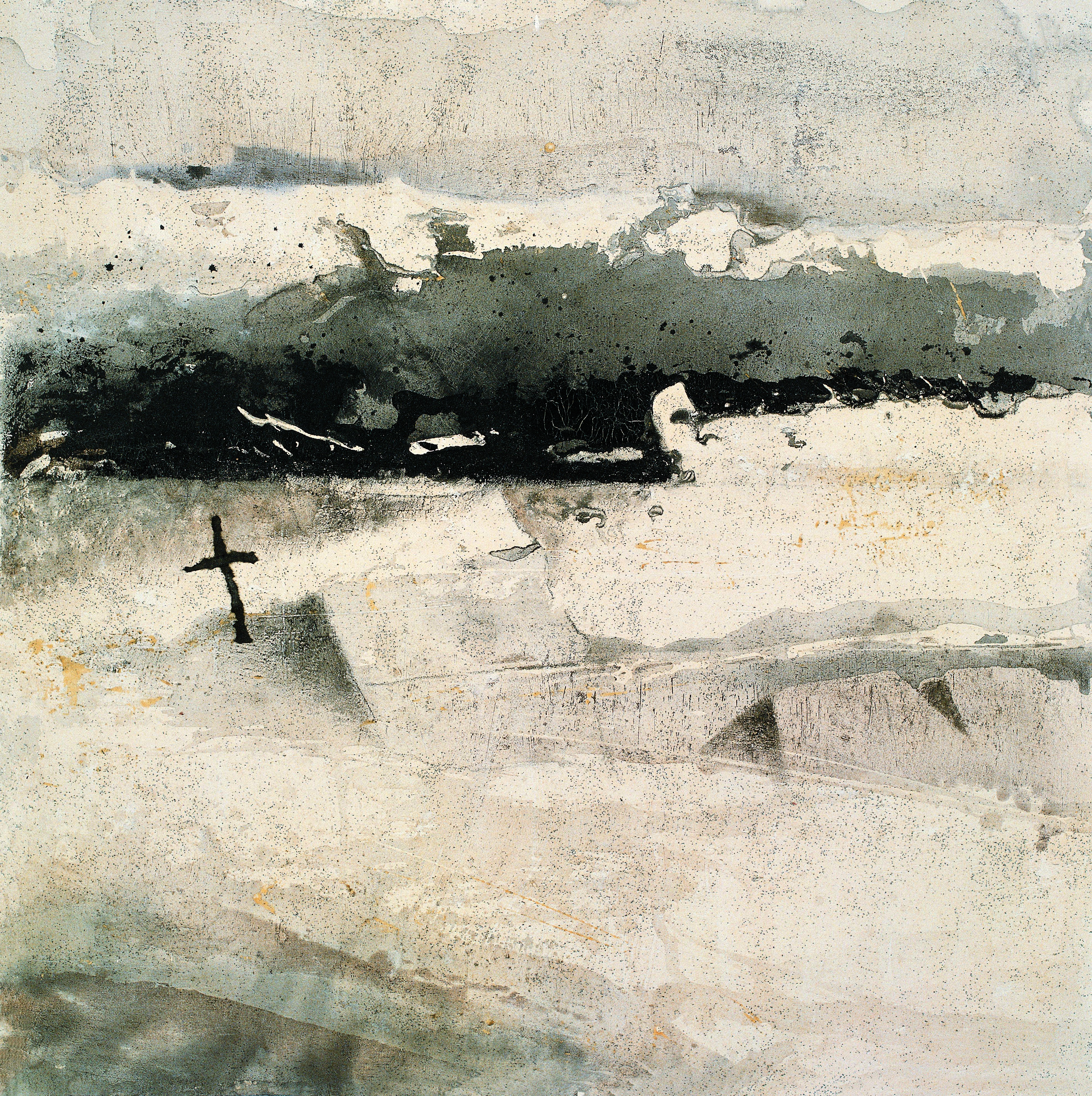
"La Nuite transfiguree"
(Li Chevalier, 2011)

Termen lyrisk abstraktion är inte entydigt definierad, men i stora drag brukar det stå för ett lyriskt, eller poetiskt, inslag som via antydda referenser eller associationer förmedlar någon form av känsla, ofta med existentiella undertoner. Associationer till naturintryck är vanliga, gärna utfört med elegant intensitet.
"Lyrisk abstraktion" kan på så vis användas för att beskriva den utveckling som skedde inom den abstrakta konsten på båda sidor av Atlanten under och efter andra världskriget, vid framväxten av informell konst och abstrakt expressionism.
Den beskrivande termen "lyrisk abstraktion" kan dock användas oberoende av dessa eller de nedan beskrivna konststilar som fått dess namn.

## Definierade konststilar med namnet Lyrisk abstraktion

### Abstraction lyrique (cirka 1945–1960)
Den lyriska abstraktion som växte fram med Paris i centrum efter andra världskrigets slut 1945, var en del av vad som fått den övergripande beteckningen informell konst, där man sökte mer expressiva uttryck än de teorityngda, mer formella stilar som hade kommit att dominera Parisskolan, École de Paris, utan att man för den skull ville ge sig på avbildande konst. Den samtida, amerikanska motsvarigheten var den så kallade abstrakta expressionismen.
Inom den informella konsten kännetecknades den lyriska abstraktionen av en relativt harmonisk elegans med antydda referenser eller associationer som oftast gick till naturintryck. Inte så sällan blandas den ihop med eller ses som synonym till den närliggande, samtida tachismen, som också ingår i gruppen informell konst men egentligen betecknar en mer action painting-aktig stil med stänk och fläckar, som namnet antyder. Dessa ska dock mer ses som beskrivande stilbeteckningar än formella riktningar eller skolor, och hos vissa konstnärer ses båda dessa stilar.

#### Exempel på konstnärer
Källor: 
- Jean Bazaine (1904–2001)
- Maurice Estève (1904–2001)
- Hans Hartung (1904–1989)
- Alfred Manessier (1911–1993)
- Georges Mathieu (1921–2012)
- Serge Poliakoff (1906–1969)
- Jean-Paul Riopelle (1923–2002)
- Jaroslaw Serpan (1922–1976)
- Gustave Singier (1909–1984)
- Pierre Soulages (1919– )
- Nicolas de Staël (1914–1955)
- Maria Helena Vieira da Silva (1908–1992)
- Wols (1913–1951)

### Lyrical abstraction (1960- och 1970-tal)

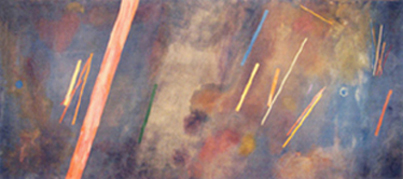
"For William Blake"
(Ronnie Landfield, 1968)

Den amerikanska lyriska abstraktionen under 1960- och 1970-talet växte fram som något av en reaktion mot samtida stilar som minimalism, hard-edge och konceptkonst, och hade istället mer av expressionism, en friare, målerisk estetik, inkluderande gentemot andra stilar, ofta med associationer till naturintryck.
Den lyriska abstraktionen i USA kunde, trots sina måleriska inslag, ses som en del av vad som fått den övergripande beteckningen post-målerisk abstraktion (post-painterly abstraction). Det kan förklaras med att beteckningen inte ska ses som "post-målerisk"; det myntades utifrån en definition av "målerisk abstraktion" som den amerikanska föregående konststilen abstrakt expressionism och kunde därmed också hetat "post abstrakt expressionism". Kontaktytorna mot andra, samtida stilar är flera och många konstnärer rörde sig mellan ett antal av dessa.

#### Exempel på konstnärer
Källor: 
- Dan Christensen (1942–2007)
- Ronald Davis (1937– )
- Helen Frankenthaler (1928–2011)
- Ronnie Landfield (1947– )
- Brice Marden (1938– )
- Jules Olitski (1922–2007)
- William Pettet (1942– )
- Larry Poons (1937– )
- Frank Stella (1936– )
- Mark Tobey (1890–1976)